# محله هوایی چهالم
محله هوایی چهالم (به انگلیسی: Chehalem Airpark) یک فرودگاه همگانی است که یک باند فرود آسفالت دارد و طول باند آن ۶۹۶ متر است. این فرودگاه در شهر نیوبرگ، اورگن کشور ایالات متحده آمریکا قرار دارد و در ارتفاع ۵۸ متری از سطح دریا واقع شده‌است.